# Walther von Etzdorf
Gustav Max Ulrich Walther von Etzdorf (* 11. Oktober 1892 in Charlottenburg bei Berlin; † 5. Mai 1969 in Braunschweig) war ein deutscher Offizier und Schriftsteller.

## Leben
Etzdorf schlug als junger Mann die Offizierslaufbahn ein. Zuletzt gehörte er dem Kaiser-Alexander-Garde-Grenadier-Regiment an. Im Jahr 1918, während des Ersten Weltkrieges, war Etzdorf zeitweise Adjutant beim Chef des Kriegsamtes General Scheüch, in dem die gesamte deutsche Kriegswirtschaftsführung zusammenlief. Später war er Verbindungsoffizier des Reichswehrministeriums zum Vorläufigen Reichswirtschaftsrat. Außerdem bekleidete er längere Zeit den Posten des Referenten im Reichswirtschaftsministerium für wirtschaftliche Mobilmachung. Auf diese Weise knüpfte er unter anderem enge Beziehungen zu Kurt von Schleicher, was in den Jahren 1931 bis 1933 Bedeutung erlangen sollte. Nach dem Ersten Weltkrieg schied er als Hauptmann aus.
Um 1922 verließ Etzdorf den Staatsdienst, um als Kaufmann zu arbeiten, unter anderem  in Dresden.
Anfang der 1930er Jahre entwickelte Etzdorf vor dem Hintergrund der Weltwirtschaftskrise und der  Massenarbeitslosigkeit zusammen mit Ludwig Herpel ein als Landgemeindeprogramm bezeichnetes, ehrgeiziges Programm zur Unterstützung der Sanierung der deutschen Wirtschaft, das insbesondere umfangreiche Arbeitsbeschaffungsprogramme vorsah. Konkret propagierte der Plan die Idee, den Kommunen vorerst unbeschränkt finanzielle Mittel zum Zweck der kommunalen Arbeitsbeschaffung zur Verfügung zu stellen, das in Form einer Art zweiten Währung in Form von außerhalb des regulären Geldumlaufes zirkulierenden Giralgeld verwirklicht werden sollte, um so den Initialanstoß für eine sich anschließend von selbst immer weiter dynamisierende Arbeitsbeschaffung zu geben. Politisch gruppierten Herpel und Etzdorf und ihre Anhänger sich vor allem um den ehemaligen Landrat Günther Gereke.
Die von Etzdorfs Freund Herpel initiierte Ausgleichskassen-Bewegung dehnte sich rasch im Deutschen Reich aus. Ende 1932 gab es im Deutschen Reich ca. 45 regionale Ausgleichskassen (auch Arbeitsgemeinschaften genannt), die lokales Giralgeld schöpften (sog. „Notgiralgeld“). Diese dezentralen Geldschöpfungsinitiativen wurden mittels mehrerer Gesetze bekämpft und schließlich 1934 durch das Gesetz gegen den Missbrauch des bargeldlosen Zahlungsverkehrs endgültig unterbunden. In der Schweiz wurde die Herpelsche Idee der Ausgleichskasse von der Dezember 1934 gegründeten WIR Wirtschaftsring-Genossenschaft übernommen, die bis heute existiert.
Das von Herpel und Etzdorf entwickelte Wirtschaftsprogramm beeinflusste unter anderem das Sofortprogramm von Kurt von Schleicher und das von Gregor Strasser 1932 vorgelegte nationalsozialistische Wirtschaftssanierungsprogramm sowie die nach 1933 tatsächlich durchgeführten Maßnahmen zur Wiederankurbelung der deutschen Wirtschaft.
Am 31. Oktober 1931 gründeten Etzdorf, Herpel und fünf weitere Männer die Genossenschaft Deutsche Ausgleichskasse in Berlin, zu deren 1. Vorsitzenden Herpel gewählt wurde. Etzdorf wurde am 22. Mai 1932 zweiter Vorsitzender des Kampfbundes für Steuerfreiheit und Eigentumswirtschaft, deren Führung ebenfalls bei Herpel lag. Gereke bezeichnet Etzdorf in seinen Memoiren außerdem als Leiter des Deutschen Erwerbslosenverbandes.
In den Jahren 1931 bis 1933 fungierte Etzdorf als Verbindungsmann zwischen seinem Kameraden aus Offizierszeiten Kurt von Schleicher und Günther Gerecke sowie zwischen diesen beiden Männern und den Gewerkschaften, insbesondere zu Josef Furtwängler vom AGDGB. In der kritischen Phase zum Jahresende 1932 war Etzdorf einer der Hauptunterstützer der Strategie einer Spaltung der NSDAP durch Einbeziehung des sozial-progressiven Flügels um Gregor Strasser in eine von Schleicher geführte Querfront-Regierung aus Reichswehr, Gewerkschaften, gemäßigten Vertretern der NSDAP sowie Exponenten der Bündischen Jugend.
Nach dem Zweiten Weltkrieg lebte Etzdorf in Braunschweig. Zu dieser Zeit veröffentlichte er mehrere Bücher. Außerdem arbeitete er mit Historikern wie Thilo Vogelsang und Eberhard Czichon zusammen, denen er Auskünfte über die Versuche zur wirtschaftlichen Sanierung in der Spätphase der Weimarer Republik sowie zur politischen Linie Kurt von Schleichers und seines Umfeldes in den Jahren 1932 und 1933 gab.

## Veröffentlichungen
- Brandenburg, Preussen. 1957.
- Beitrag zu Thilo Vogelsang "Reichswehr, Staat und NSDAP". Um 1960.
- Deutsche Not-Wendigkeiten im Verlag Neue Wirklichkeit, Darmstadt, erschienene Schrift in 3 Heften: 1. Der Sinn der Gegenwart 2. Heimholung des Lagewerts in die öffentliche Hand 3. Zinslose Kredite der öffentlichen Hand
- Totentanz und Auferstehung. Ein Beitrag zur Erkenntnis kosmobiologischen Abhängigkeit irdischen Geschehens am Verlauf der deutschen Geschichte. Hamburg 1930.

es ist unsicher, ob dieses Buch von Etzdorf verfasst worden ist.